# NGC 6512
NGC 6512 (другие обозначения — MCG 10-25-115, ZWG 300.93, NPM1G +62.0226, PGC 61089) — галактика в созвездии Дракон.
Этот объект входит в число перечисленных в оригинальной редакции «Нового общего каталога».